# 弗勒西內什蒂鄉
47°56′N 26°53′E / 47.933°N 26.883°E
弗勒西內什蒂鄉（羅馬尼亞語：Comuna Vlăsinești, Botoșani），是羅馬尼亞的鄉份，位於該國東北部，由博托沙尼縣負責管轄，面積68平方公里，海拔高度84米，2007年人口3,353，人口密度每平方公里50人。